# 稲村城
稲村城（いなむらじょう）は、千葉県館山市稲（いな）（安房国安房郡）にあった日本の城。2012年（平成24年）1月24日に岡本城（南房総市）とともに「里見氏城跡」として国の史跡に指定された。

## 概要
館山平野・鏡ヶ浦を見下ろせる標高64メートルの丘陵上に築かれ、東西・南北ともに500メートル規模を持つと推定される。また、主郭部分の東側を削り、西側の尾根を盛土した痕跡がうかがえる。
伝承では文明18年（1486年）に里見義実が築城し、延徳3年（1491年）に完成したとされるが、確証はない。ただ、築城が15世紀後半と推定されること、里見氏最初の本拠地とされる白浜城との間で道が整備されていたことが知られていることから、一次史料からは確認されないものの、稲村城が里見氏当主の居城であったこと、また同時代の人々にそう認識されていたことは間違いない事実と認定できる。
稲村城に本拠を構えることで里見氏のその後の飛躍を決定づけた。稲村城の立地は国府一帯を一望できる絶好の構えであった。このことから稲村への進出は、まさに守護の掌握する国衙領=守護領及び国衙機構への守護支配体制を継承する意味を持つといえる。しかし､戦国時代には国衙機能が喪失されていることから、里見氏の稲村城進出が国府を意識したものだと捉えるのは不適切とする反論もある。また稲村城は、古代以来安房国内で最も生産性の高い地域、およびその水系を管理・掌握する位置にあったと推測され、館山平野の農業生産構造における稲村城の位置を重要視するべきとする指摘もある。
天文2年（1533年）から翌年にかけて発生した天文の内訌が「稲村の変」と呼ばれているように、同城が舞台となっていた（ただし、伝承として伝えられている内訌の経緯と現存の文献などから推定される内訌の経緯は大きく異なっている。詳細は稲村の変を参照のこと）。この内訌で稲村城主であった4代当主里見義豊は、従兄弟である義堯に滅ぼされて家督を奪われて稲村城もそのまま廃城となった。